# Università di medicina e farmacia Iuliu Hațieganu
L'Università di medicina e farmacia Iuliu Hațieganu (UMF Cluj) è un'università pubblica con sede a Cluj-Napoca e intitolata allo scienziato Iuliu Hațieganu.

## Storia
È l'istituto d'istruzione superiore più antico della Transilvania, continuatore della facoltà di medicina fondata nel 1919 come branca dell'Università della Dacia Superiore.  
L'università è classificata dal ministero dell'istruzione come centro di ricerca avanzata e istruzione.